# Selaginella geniculata
Selaginella geniculata là một loài dương xỉ trong họ Selaginellaceae. Loài này được C. Presl Spring mô tả khoa học đầu tiên năm 1843.